# Ramorinoa girolae
Genre
Espèce
Ramorinoa girolae est une espèce de plantes à fleurs dicotylédones de la famille des Fabaceae, sous-famille des Faboideae, originaire d'Amérique du Sud.
C'est l'unique espèce acceptée du genre Ramorinoa (genre monotypique).